# Sukkur
Sukkur (sindhsky سکر‎, urdsky سکّھر‬‎) je město v Pákistánu, v němž žije okolo půl milionu obyvatel. Leží v severní části provincie Sindh na pravém břehu řeky Indus, nedaleko něj se nachází říční ostrov Bukkur s pevností.

## Historie
Název města je odvozen z arabského výrazu pro cukrovou třtinu, která se v okolí pěstuje. Lokalita patřila k centrům harappské kultury, od pátého do osmého století našeho letopočtu zde existovalo království Aror, které vyvrátil umajjovský vojevůdce Muhammad ibn al-Kásim ath-Thakaff. Sukkur byl dlouho ve stínu sousedního města Róhrí, jeho rozvoj odstartovalo zřízení britské vojenské posádky v roce 1839 a zejména otevření mostu přes Indus Lansdowne Bridge v roce 1889, díky němuž se stal Sukkur dopravním uzlem. V roce 1932 byla vybudována přehrada, umožňující zavlažování okolního kraje.

## Současnost
Sukkur je centrem potravinářského průmyslu, v okolí se pěstují datle, bavlník, rýže, pšenice a cukrová třtina. Nachází se zde také cementárna, loděnice a chemička. Významnou architektonickou památkou je minaret Masuma Šáha z roku 1607. Město se vyznačuje velmi horkým podnebím, letní teploty dosahují až 50 °C. V srpnu 2010 byl Sukkur zasažen povodněmi, které si vyžádaly okolo 1600 obětí.